# Astico-Brenta
L'Astico-Brenta è una corsa in linea maschile di ciclismo su strada, che si svolge nei limitrofi dei fiumi Astico e Brenta, in Veneto. La manifestazione è riservata alla categoria Dilettanti Elite/Under-23 e si svolge annualmente l'8 settembre. 
Corsa per la prima volta nel 1923, annovera fra i vincitori più noti Dino Zandegù (primo nel 1961), Massimo Ghirotto (1981), Marzio Bruseghin (1996) e Raffaele Ferrara (1997).

## Albo d'oro
Aggiornato all'edizione 2024.
| Anno | Vincitore                                | Secondo                                  | Terzo                                    |
| ---- | ---------------------------------------- | ---------------------------------------- | ---------------------------------------- |
| 1923 | Giovanni Moratto                         |                                          |                                          |
| 1924 | Aleardo Menegazzi                        |                                          |                                          |
| 1925 | Sante Ferrato                            |                                          |                                          |
| 1926 | Marino Bonvicini                         |                                          |                                          |
| 1927 | Alfonso Piccin                           |                                          |                                          |
| 1928 | Tullio Campagnolo                        | Aleardo Simoni                           | Antonio Andretta                         |
| 1929 | Michele Mara                             |                                          |                                          |
| 1930 | Gino Saoncella                           |                                          |                                          |
| 1931 | Antonio Andretta                         |                                          |                                          |
| 1932 | Attilio Zanca                            |                                          |                                          |
| 1933 | Antonio Andretta                         |                                          |                                          |
| 1934 | Battista Cappellotto                     | Attilio Morbiato                         | Walter Generati                          |
| 1935 | Bruno Miglioranza                        | Paolo Caprin                             | Attilio Sberze                           |
| 1936 | Attilio Sberze                           |                                          |                                          |
| 1937 | Gino Remondini                           |                                          |                                          |
| 1938 | Giovanni Brotto                          |                                          |                                          |
| 1939 | Silvio Pedroni                           |                                          |                                          |
| 1940 | Giovanni Brotto                          |                                          |                                          |
| 1941 | Vito Ortelli                             | Remo Rosetti                             | Luigi Righele                            |
| 1942 | Remo Rosetti                             |                                          |                                          |
| 1943 | Remo Rosetti                             |                                          |                                          |
| 1944 | interrotta causa seconda guerra mondiale | interrotta causa seconda guerra mondiale | interrotta causa seconda guerra mondiale |
| 1945 | Annibale Brasola                         |                                          |                                          |
| 1946 | Orfeo Falsiroli                          |                                          |                                          |
| 1947 | Selvino Selvatico                        |                                          |                                          |
| 1948 | Adolfo Grosso                            |                                          |                                          |
| 1949 | Giovanni Roma                            |                                          |                                          |
| 1950 | Giovanni Roma                            | Luciano Cremonese                        |                                          |
| 1951 | Renato Barbiero                          |                                          |                                          |
| 1952 | Cleto Maule                              | Emilio Tognon                            | Mario Piazzon                            |
| 1953 | Remo Fornasiero                          | Franco Giacchero                         | Giovanni Roma                            |
| 1954 | Cleto Maule                              |                                          | Aldo Moser                               |
| 1955 | Alfredo Sabbadin                         | Bruno Guglielmo                          | Rino Bagnara                             |
| 1956 | Bruno Costalunga                         |                                          |                                          |
| 1957 | Mamante Mora                             |                                          |                                          |
| 1958 | Renato Giusti                            |                                          |                                          |
| 1959 | Renato Favaro                            |                                          |                                          |
| 1960 | Alberto Zoni                             |                                          |                                          |
| 1961 | Dino Zandegù                             |                                          |                                          |
| 1962 | Albano Negro                             |                                          |                                          |
| 1963 | Bruno Fantinato                          |                                          |                                          |
| 1964 | Lucillo Lievore                          |                                          |                                          |
| 1965 | Guerrino Dean                            |                                          |                                          |
| 1966 | Giovanni De Franceschi                   |                                          |                                          |
| 1967 | Romano Tumellero                         |                                          |                                          |
| 1968 | Mario Nicoletti                          |                                          |                                          |
| 1969 | Gino Fochesato                           |                                          |                                          |
| 1970 | Armando Lora                             |                                          |                                          |
| 1971 | Bruno Buffa                              |                                          |                                          |
| 1972 | Osvaldo Castellan                        |                                          |                                          |
| 1973 | Luigi Venturato                          |                                          |                                          |
| 1974 | Aldo Donadello                           |                                          |                                          |
| 1975 | Aldo Donadello                           |                                          |                                          |
| 1976 | Luciano Loro                             |                                          |                                          |
| 1977 | Fiorenzo Favero                          |                                          |                                          |
| 1978 | Nazzareno Berto                          | Francesco Caneva                         | Luciano Rui                              |
| 1979 | Ennio Salvador                           |                                          |                                          |
| 1980 | Massimo Trombin                          |                                          |                                          |
| 1981 | Massimo Ghirotto                         |                                          |                                          |
| 1982 | Sergio Scremin                           |                                          |                                          |
| 1983 | Diego Dagli Orti                         |                                          |                                          |
| 1984 | Renato Piccolo                           |                                          |                                          |
| 1985 | Stefano Zanatta                          |                                          |                                          |
| 1986 | Giuliano Chiementin                      |                                          |                                          |
| 1987 | non organizzata                          | non organizzata                          | non organizzata                          |
| 1988 | Lucio Gusella                            |                                          |                                          |
| 1989 | Luigi Simion                             |                                          |                                          |
| 1990 | Andrea Ferrigato                         |                                          |                                          |
| 1991 | Flavio Milan                             |                                          |                                          |
| 1992 | Stefano Checchin                         |                                          |                                          |
| 1993 | Alessandro Bertolini                     |                                          |                                          |
| 1994 | Denis Zanette                            |                                          |                                          |
| 1995 | Marco Fincato                            |                                          |                                          |
| 1996 | Marzio Bruseghin                         | Walter Foligno                           | Giuliano Figueras                        |
| 1997 | Raffaele Ferrara                         |                                          |                                          |
| 1998 | Walter Foligno                           |                                          |                                          |
| 1999 | Massimo Cigana                           |                                          |                                          |
| 2000 | Fabiano Ferrari                          |                                          |                                          |
| 2001 | Mirco Lorenzetto                         |                                          |                                          |
| 2002 | Alberto Milani                           | Juri Alvisi                              | Daniele Masolino                         |
| 2003 | Gianluca Geremia                         | Alessandro Ballan                        | Daniele Colli                            |
| 2004 | Jonathan Righetto                        | Matteo Bono                              | Davide Beccari                           |
| 2005 | Maximiliano Richeze                      | Cristiano Fumagalli                      | Oscar Gatto                              |
| 2006 | Edoardo Girardi                          | Roberto Richeze                          | Enrico Peruffo                           |
| 2007 | Mauro Abel Richeze                       | Andrea Piechele                          | Enrico Peruffo                           |
| 2008 | Andrea Piechele                          | Martino Marcotto                         | Marco Benfatto                           |
| 2009 | Leigh Howard                             | Tomas Alberio                            | Stefano Agostini                         |
| 2010 | Andrea Peron                             | Rafael Andriato                          | Filippo Fortin                           |
| 2011 | Enrico Barbin                            | Ilnur Zakarin                            | Siarhei Papok                            |
| 2012 | Roberto Giacobazzi                       | Davide Gani                              | Andrea Vaccher                           |
| 2013 | Fabio Chinello                           | Andrea Zordan                            | Liam Bertazzo                            |
| 2014 | Alberto Cecchin                          | Davide Gomirato                          | Davide Ballerini                         |
| 2015 | non organizzata                          | non organizzata                          | non organizzata                          |
| 2016 | Nicolò Rocchi                            | Davide Orrico                            | Gian Marco Di Francesco                  |
| 2017 | Giovanni Carboni                         | Filippo Rocchetti                        | Seid Lizde                               |
| 2018 | Davide Baldaccini                        | Riccardo Verza                           | Enzo Faloci                              |
| 2019 | Filippo Rocchetti                        | Andrea Pietrobon                         | Riccardo Verza                           |
| 2020 | Riccardo Lucca                           | Filippo Baroncini                        | Francesco Di Felice                      |
| 2021 | Riccardo Verza                           | Il'ja Ščegol'kov                         | Cristian Rocchetta                       |
| 2022 | Federico Guzzo                           | Riccardo Verza                           | Il'ja Ščegol'kov                         |
| 2023 | Francesco Galimberti                     | Matteo Zurlo                             | Giacomo Garavaglia                       |
| 2024 | Milan Kuypers                            | Domenico Cirlincione                     | Cesare Chesini                           |